# Eulithis remotata
Eulithis remotata là một loài bướm đêm trong họ Geometridae.